# Condino

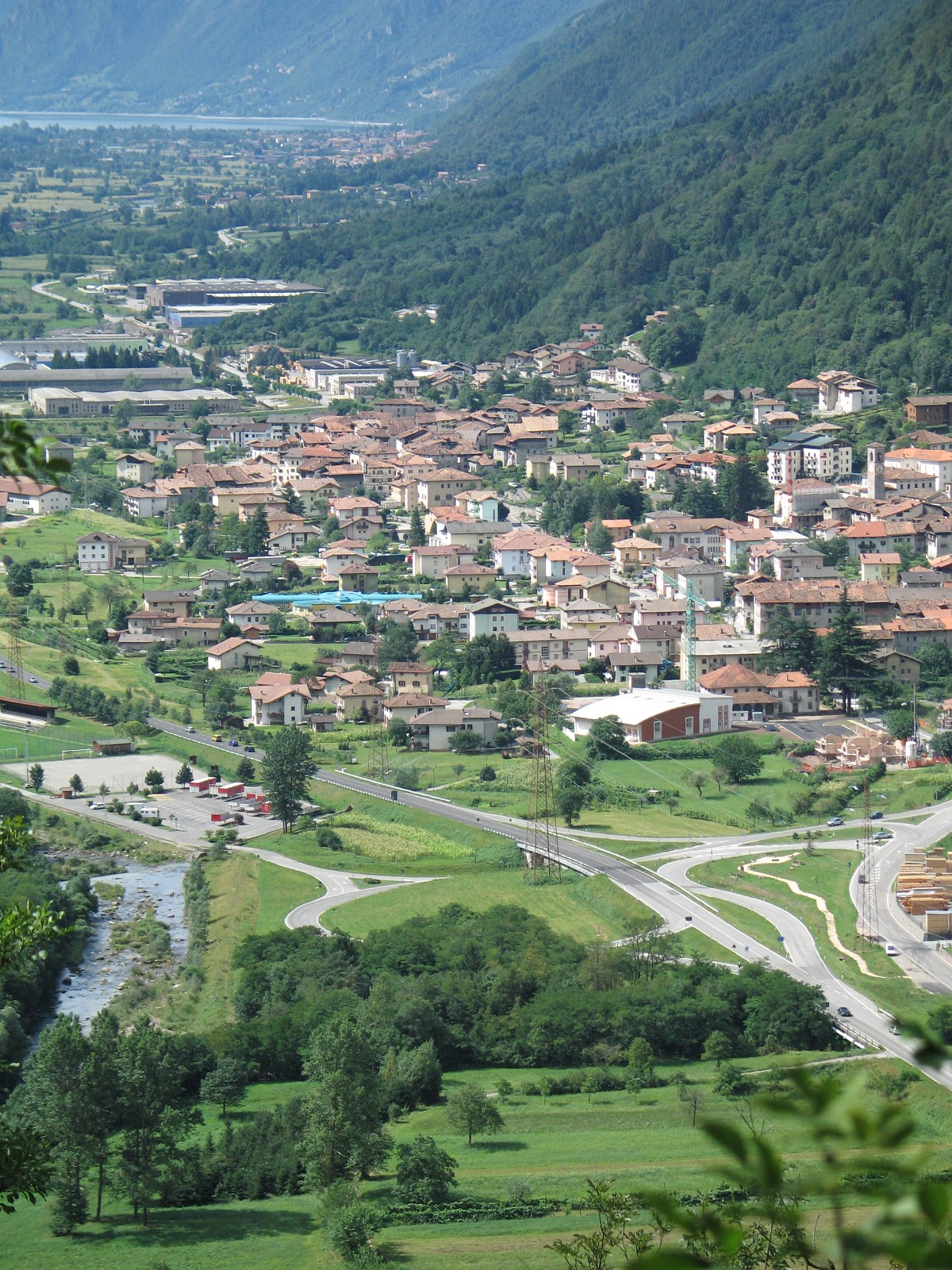
Blick auf Condino

Condino (deutsch veraltet: Kunden) ist ein nordostitalienischer Ort im Trentino in der Region Trentino-Südtirol. Er liegt etwa 45,5 Kilometer südwestlich von Trient am Chiese. Bis Ende 2015 bildete Condino eine eigenständige Gemeinde und wurde am 1. Januar 2016 mit Brione und Cimego zur Gemeinde Borgo Chiese vereinigt. Zum Zeitpunkt der Auflösung zählte die Gemeinde Condino 1489 Einwohner.

## Persönlichkeiten
- Oreste Baratieri (1841–1901), General

## Verkehr
Durch den Ort führt die Strada Statale 237 del Caffaro von Brescia nach Calavino.